# روي جويرا
روي جويرا (بالبرتغالية: Ruy Guerra‏) هو مونتير وكاتب سيناريو ومخرج وممثل برازيلي، ولد في 22 أغسطس 1931 بمابوتو في موزمبيق. من الجوائز التي نالها وسام الاستحقاق الثقافي ‏ سنة 2008.

## جوائز
- وسام الاستحقاق الثقافي [الإنجليزية]‏ (2008)

## أفلامه
- أجيرا، غضب الرب 1972

## وصلات خارجية
- روي جويرا على موقع IMDb (الإنجليزية)
- روي جويرا على موقع قاعدة بيانات الأفلام العربية
- روي جويرا على موقع ألو سيني (الفرنسية)
- روي جويرا على موقع أول موفي (الإنجليزية)
- روي جويرا على موقع قاعدة بيانات الأفلام السويدية (السويدية)
- روي جويرا على موقع قاعدة بيانات الفيلم (الإنجليزية)
- روي جويرا على موقع كينوبويسك (الروسية)